# 圣雅各伯宫

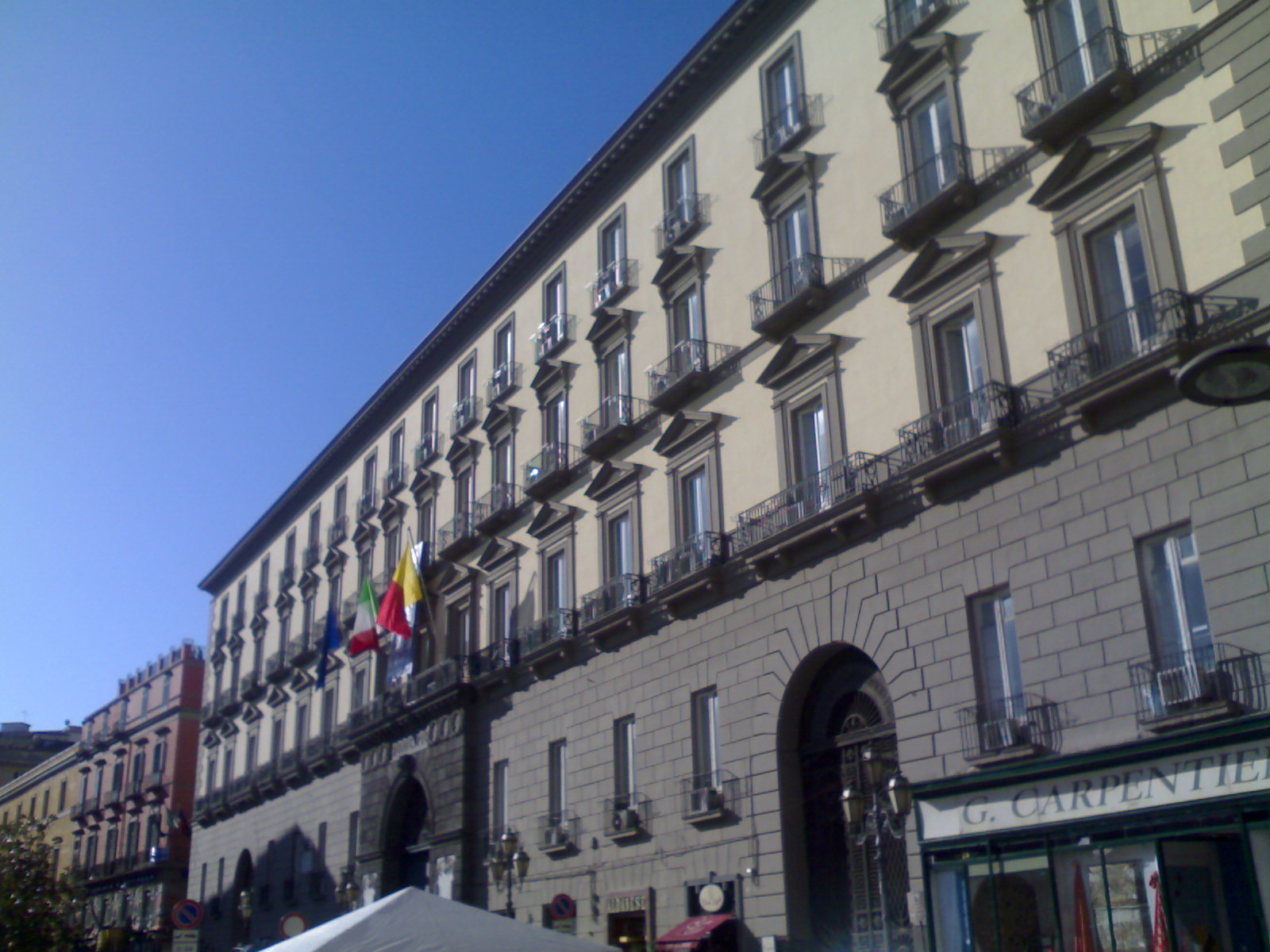
立面

圣雅各伯宫（Palazzo San Giacomo）又名市政厅，是一座新古典主义建筑，位于意大利那不勒斯中心，毗邻新堡。那不勒斯市长和市政府机构设于其内。整个办公建筑群沿着圣雅各伯街，从城堡街到托莱多街。
1816年，国王两西西里国王费迪南多一世下令修建一座集中的大厦，安置政府的各个部门。该地区原有的建筑物不是拆除，就是合并进去，包括圣母无原罪修道院和教堂、圣雅各伯济贫院和圣雅各伯银行。西班牙的圣雅各伯圣殿合并入圣雅各伯宫。 
建筑师是温琴佐 Buonocore、安东尼奥·西蒙和斯特凡诺 Gasse。工程完成于1825年。中庭是两个雕像of 国王鲁杰罗二世和腓特烈一世。波旁王朝国王两西西里国王费迪南多一世和两西西里国王费迪南多一世的雕像曾经立于龛内，已由寓言人物所取代。入口处还有代表那不勒斯的海妖帕泰诺佩头像。
40°50′25″N 14°15′00″E / 40.840300°N 14.250060°E